# Chvojnica (district de Prievidza)
Chvojnica (allemand : Fundstollen, hongrois : Nyitrafenyves) est un village de Slovaquie situé dans la région de Trenčín.

## Histoire
La première mention écrite du village date de 1614.

## Démographie

### Évolution de la population
| Année:               | 1994. | 2004.    | 2014.    | 2024.    |
| -------------------- | ----- | -------- | -------- | -------- |
| Nombre de personnes: | 209   | 232      | 258      | 224      |
| Différence:          |       | +11,00 % | +11,20 % | -13,17 % |

| Année:               | 2023. | 2024.   |
| -------------------- | ----- | ------- |
| Nombre de personnes: | 226   | 224     |
| Différence:          |       | -0,88 % |